# Mays Lick (Kentucky)
Mays Lick es un lugar designado por el censo ubicado en el condado de Mason en el estado estadounidense de Kentucky. En el Censo de 2010 tenía una población de 242 habitantes y una densidad poblacional de 145,99 personas por km².

## Geografía
Mays Lick se encuentra ubicado en las coordenadas 38°31′11″N 83°50′46″O / 38.51972, -83.84611. Según la Oficina del Censo de los Estados Unidos, Mays Lick tiene una superficie total de 1.66 km², de la cual 1.65 km² corresponden a tierra firme y (0.31%) 0.01 km² es agua.

## Demografía
Según el censo de 2010, había 242 personas residiendo en Mays Lick. La densidad de población era de 145,99 hab./km². De los 242 habitantes, Mays Lick estaba compuesto por el 84.71% blancos, el 14.05% eran afroamericanos, el 0% eran amerindios, el 0% eran asiáticos, el 0% eran isleños del Pacífico, el 0% eran de otras razas y el 1.24% pertenecían a dos o más razas. Del total de la población el 0% eran hispanos o latinos de cualquier raza.